# 比格爾島

比格爾島（英語：Beagle Island），是南極洲的島嶼，位於葛拉漢地，屬於茹安維爾群島中危險群島的一部分，處於達爾文島東北面和茹安維爾島東面，現時由南極條約體系管理。